# 木村柾哉
木村柾哉（日语：／，1997年10月10日—）日本男性偶像。所属经纪公司为LAPONE娱乐。偶像团体INI的成员之一。于2021年的实境选秀节目「PRODUCE 101 JAPAN SEASON 2」中，以最终投票第一名成为偶像团体INI的成员。

## 出道前後經歷
出道前
2015年，获得“2015全国高中舞蹈操练锦标赛”Mr.SOLO组的第二名。高中毕业后，在日本工学院专门大学音乐学院舞蹈表演系学习了两年舞蹈。后续他作为 SEVENTEEN 和 みやかわくん(Miyakawa kun) 等著名艺术家的舞者和以 masaya 为名活跃。
2018年，与川尻莲（现任JO1成员）、ぴすたちお(Pisutachio)、KESO组成舞团，被粉丝们戏称为 "まされんけそぴす(Masaren Kesopis)"。
2019年至2020年10月，他在NOA舞蹈学院担任HIPHOP舞蹈教练。
2019 年左右开始，由 あおい (MeseMoa.)、ぱんめん・さっさー (* ChocoLate Bomb !!) 和 綾野れん (ReLIT) 组成了一个名为"PARTY PARTY"的四人组，并在 YouTube 上发布了原创编舞，出演了 MeseMoa 的现场表演中。
PRODUCE 101 JAPAN SEASON 2 时期
2021年參加了 PRODUCE 101 JAPAN SEASON 2，在初次公開的排名中以第一名進入出道圈，后续排名一直徘徊于第一名和第二名，后以第二名成功晋级决赛。
同年6月13日，在决赛当天以第一名的成绩成功进入出道组，以INI的成员出道。

## INI时期
2021年
- 9月4日，在队内的匿名队长投票中，成为队长[10]。
- 9月26日，以INI成员身份与成员在KCONTACT HI-5 进行表演。
- 11月3日，以出道单曲专《A》正式出道，且作为出道活动曲的中心。
- 12月11日，出席MAMA进行表演，团体拿下MAMA的最受欢迎奖。

2022年
- 4月20日，以团体的第二张单曲专《I》回归。
- 5月14日-15日，出席KCON日本站。

## 个人
INI的队长。
透过采访有说过，"我以为我是那个跳舞准确的人，我担心我可能没有个性。我想知道是否在一个组，所以我正在考虑尝试在某个地方脱颖而出，所以我这样做的目的是尽可能多地吸引眼球。"
爱好是散步，看电影。
特长是HipHop舞蹈以及Jazz舞蹈。
座右铭是"七転八起" (意思是百折不挠，也可以比喻大起大落，沉浮不定的人生)。
最喜欢的艺人是三浦大知，SEVENTEEN。
与同节目(PRODUCE 101 JAPAN SEASON 2)的练习生福田翔也，在作为舞蹈员时期一起跳过珍妮特·杰克逊 (Janet Jackson)的Feedback。

## 参与歌曲
| 表演歌词名称    |
| 《Let Me Fly》  |
| 《Another Day》 |
| 《ONE》         |
| 《One Day》     |

| 序  | 单曲专名称 | 收录曲                                                                                  |
| 1st | 《A》      | - Rocketeer(活动曲) - Brighter - Cardio - KILLING PART - ONE(INI ver) - RUNWAY(INI ver) |
| 2nd | 《I》      | - CALL 119(活动曲) - We Are - AMAZE ME - BOMBARDA - Polaroid - DILEMMA                  |

## 影视媒体作品
INI相關參考

### 電視劇
- 成為你的花（2022年10月18日 - 12月20日，TBS）- CHAYNEY・MINATO[22]

### 電影
- 他是我的！（日语：あたしの!）（2024年11月8日，GAGA）- 御共直己（主演）[23]
- 浪漫殺手（2025年12月12日，東寶）- 速水純太（主演）[24]

## 外部連結
- INI官方網站